# Licantropia (film)
Licantropia (Ginger Snaps Back: The Beginning) è un film del 2004 diretto da Grant Harvey.
Il film è il terzo capitolo della trilogia di cui fanno parte anche Licantropia Evolution (2000) e Licantropia Apocalypse (2004).

## Trama
La società commerciale "Legione del Nord", durante la sua espansione nel Canada, costruì un avamposto in un territorio inesplorato. Ogni primavera, un gruppo del forte si recò nella Baia di Hudson per scambiare pelli di animali con provviste invernali, ma nel 1815 nessuno di loro fece ritorno. 
Brigitte e Ginger Fitzgerald si perdono con il loro cavallo nelle terre selvagge canadesi quando si imbattono in un accampamento abbandonato. Appare un'anziana veggente Cree, che avverte che devono uccidere un ragazzo per evitare che una sorella uccida l'altra. Mentre le sorelle se ne vanno, creature invisibili le seguono e iniziano a ululare, e il loro cavallo spaventato scappa. Nel caos che ne segue, un uomo Cree (noto come "Il Cacciatore") li salva e li conduce a Fort Bailey, dove si rifugiano. Ginger spiega ai residenti del forte che sono le figlie di un commerciante annegato e stanno cercando un passaggio verso est.
Le creature si rivelano essere lupi mannari, che assediano il forte da qualche tempo. Murphy, il medico del forte, ispeziona la ferita di Brigitte e applica una sanguisuga, testando di nascosto l'infezione da lupo mannaro. Viene assegnata loro una stanza che apparteneva al figlio di Wallace. Risvegliata da una voce, Ginger indaga nei corridoi, dove alla fine trova la fonte: un ragazzo deforme tenuto in una piccola stanza buia e sprangata; le morde la spalla mentre fugge.
Quando Ginger e Brigitte tentano di andarsene, James, il leader del forte, li affronta. Mentre Ginger e James stanno combattendo, i lupi mannari attaccano, uccidendo uno dei residenti. Il reverendo Gilbert, sospettoso delle intenzioni delle sorelle, le conduce in un edificio presumibilmente sicuro, che in realtà contiene un lupo mannaro. Il lupo mannaro attacca le sorelle, ma appare il cacciatore e lo uccide. Mentre Ginger e Brigitte stanno andando nella loro stanza, il naso di Ginger inizia a sanguinare, segno che è infetta.
Le sorelle scoprono che il ragazzo che ha morso Ginger è il figlio di Wallace, Geoffrey. Mentre Ginger dorme, si intrufola nella camera da letto e la sveglia. Lei cerca di afferrarlo, ma lui riesce a scappare. Geoffrey uccide accidentalmente un uomo di nome Seamus che indaga sul rumore che fa, e Ginger viene incastrato per il suo omicidio. Brigitte viene tenuta prigioniera da James mentre Ginger viene portata via per testare la licantropia . Wallace arriva e trova James che minaccia di violentare Brigitte. Licenzia James e fa un patto con Brigitte: la vita di sua sorella in cambio del silenzio delle sorelle riguardo a suo figlio. Wallace e Brigitte trovano Ginger dal dottore, legata al lettino degli esami e tenuta sotto tiro, in procinto di essere testata con una sanguisuga. Quando Wallace chiede di rilasciare Ginger, Murphy ignora l'ordine. Wallace gli spara uccidendolo, il che spinge gli altri uomini ad andarsene.
Determinato ad uccidere Geoffrey, Ginger lo trova in lutto sulla tomba di sua madre. Cerca di scappare ma viene invece catturato dagli uomini, avvertendoli dell'inganno. Wallace arriva e uccide lui stesso suo figlio. La protezione delle sorelle finisce, Ginger è costretta ad andarsene e Brigitte va con lei. Alla disperata ricerca di una cura, le sorelle vanno alla grotta del cacciatore.
Nella grotta, il Cacciatore e l'anziano veggente Cree rivelano che l'arrivo delle sorelle era stato profetizzato da tempo e che il Rosso e il Nero avrebbero deciso il destino della stirpe dei licantropi. Brigitte entra in uno stato di trance e ha una visione del suo destino: il cacciatore tenta di uccidere Ginger, ma Brigitte uccide lei stessa sua sorella. Quando Brigitte esce dalla trance, scopre che la veggente è morta, uccisa da Ginger, che è fuggita. Il cacciatore si offre di aiutare Brigitte a trovare Ginger ma la inganna, riportandola al forte.
Arrivando al forte, Brigitte viene fatta prigioniera. Gilbert le dice di chiedere perdono per salvare la sua anima, ma Brigitte lo rifiuta. La trascina sulla piazza della parata e si prepara a bruciarla viva ma viene interrotto da Wallace, che lo uccide. James ingaggia Ginger in una rissa e lei gli taglia la gola. Ginger apre i cancelli e fa entrare i lupi mannari che inseguono e massacrano gli ultimi residenti del forte. Wallace viene presto morso e dà fuoco al forte prima di uccidersi. Il cacciatore esorta Brigitte ad uccidere sua sorella; invece, lo uccide e fugge con Ginger.
Rotta la profezia, Brigitte e Ginger decidono di scappare insieme e giurano di proteggersi a vicenda. Brigitte quindi tende la mano e preme un taglio su di essa contro un taglio sulla mano di Ginger, mescolando il loro sangue e infettandosi.